# 道の駅おがわら湖
道の駅おがわら湖（みちのえき おがわらこ）は、青森県上北郡東北町にある青森県道8号八戸野辺地線の道の駅である。愛称は湖遊館。

## 施設
- 駐車場
  - 普通車：92台
  - 大型車：8台
  - 身障者用駐車場：4台
- トイレ
  - 男：大 4器（2器）、小 7器（5器）
  - 女：8器（5器）
  - 身障者用：2器（1器）

※（）は、24時間利用可能
- 公衆電話：1台
- 農産物直売所（夏期 4月 - 9月：9:00 - 19:00、冬期 10月 - 3月：9:00 - 18:00）
- 農家レストラン（10:00 - 18:30、冬期 10:00 - 17:30）
- 情報提供装置
- 水遊び場
- 親水公園

### 管理団体
- 株式会社おがわら湖

## 休館日
- 1月1日 - 1月2日

## アクセス
- 青森県道8号八戸野辺地線
- 青い森鉄道線上北町駅
  - 青森県道219号水喰上北町停車場線経由し、徒歩数分

### バス路線
- 十和田観光電鉄バス 七戸〜上北町〜三沢線 道の駅おがわら湖バス停下車
- 東北町民バス
- 国際興業バス 夜行都市間バス「しもきた号」（新宿・大宮発着、金土日曜とそれ以外の特定日のみ運行。）

## 周辺
- 小川原湖
- 小川原湖公園
- おがわら湖ふれあい村
- 東北町歴史民俗資料館
- 小川原湖交流センター「宝湖館」